# Musikvideoalbum
Musikvideoalbum, även videoalbum eller musik-DVD, är ett sätt för musikbranschen att paketera och distribuera en artist eller grupps videomaterial, vanligen i form av DVD-skivor, tidigare ofta videoband. Musikvideoalbum består ofta av inspelat material från en artists liveframträdanden men även musikvideosamlingar (ofta med namn som Greatest Video Hits) och dokumentärfilmer med mera är vanligt.
Ofta räknas musikvideoalbum till en artists diskografi men ibland används även termen videografi för att skilja artistens skivor (album/singlar) och videor åt. 